# Carrozzeria Allemano

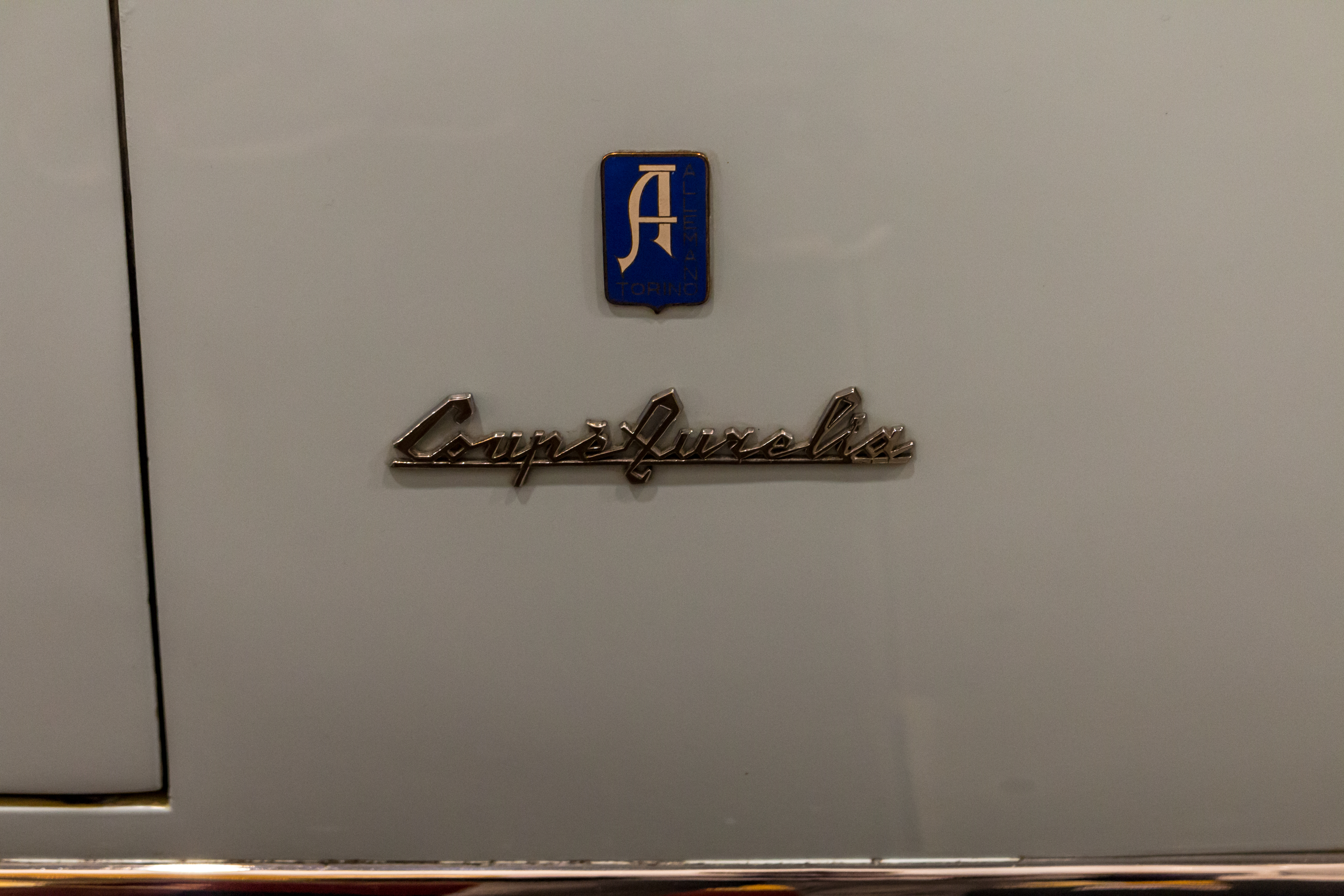
Logo van Carrozzeria Allemano op een Lancia Aurelia Coupé

Carrozzeria Allemano was een Italiaans bedrijf dat autocarrosserieën ontwierp en produceerde voor diverse automerken.  Het bedrijf werd opgericht door Serafino Allemano in 1928 en werd in 1965 opgedoekt.

## Geschiedenis
Carrozzeria Allemano werd in 1928 als carrosseriehersteller opgericht in Turijn door Serafino Allemano. In 1935 werd het reparatiewerk afgebouwd en concentreerde het bedrijf zich uitsluitend op het ontwerpen van koetswerken, maar door het uitbreken van de Tweede Wereldoorlog moesten de activiteiten opgeschort worden.
Na de Tweede Wereldoorlog nam Allemano de draad weer op. Bij de eerste ontwerpen bevinden zich onder andere de Ferrari 166 S (1948) die in 1948 de Mille Miglia won, de Alfa Romeo 2500 (1950) en de Lancia Aurelia Cabriolet (1952). Verder bouwde Allemano ook de Cisitalia 202 Berlinetta (1951), die ontworpen werd door Carrozzeria Scaglietti.
Allemano produceerde diverse modellen voor Fiat, waaronder enkele versies van de Fiat 1100 TV (1954), de Fiat 600 (1955-1958), de Fiat 850 en een aantal Abarth exemplaren.
Voor Maserati bouwde Allemano 21 exemplaren van de Maserati A6G/54 (1954-1956), het prototype van de Maserati 3500 GT (1957) en 22 exemplaren van de Maserati 5000 GT (1959-1965). Al deze wagens werden ontworpen door Giovanni Michelotti.
In 1962 ging Allemano een samenwerking aan met ATS om de ATS 2500GT (1963-1965) te bouwen, naar een ontwerp van Franco Scaglione. De wagen werd geen groot succes, er werden slechts een twaalftal exemplaren gemaakt.
Omdat de activiteiten van Allemano niet winstgevend bleken werd het bedrijf in 1965 opgedoekt.

## Belangrijke modellen
- Ferrari 166 S (1948)
- Panhard Dyna X86 Coupé (1951)
- Panhard Crepaldi Dyna 750 Coupé (1952)
- Aston Martin DB2/4 Coupé (1953)
- Abarth 2200 Coupé (1959)
- Prince Skyline Sports Coupe (1962)
- ATS 2500 GT (1963)
- Fiat
  - Fiat 1400 Coupé (1953)
  - Fiat 600 Coupé (1955)
  - Fiat Abarth 850 Coupé (1960-1962)
  - Fiat 1500 Spyder (1963)
- Lancia
  - Lancia Aurelia Coupé (1952)
  - Lancia Appia Coupé (1956)
- Maserati
  - Maserati A6G/54 & A6G 2000 (1954-1956)
  - Maserati 5000 GT (1959-1965)

## Designers
- Giovanni Michelotti
- Franco Scaglione
- Giovanni Savonuzzi

## Galerij

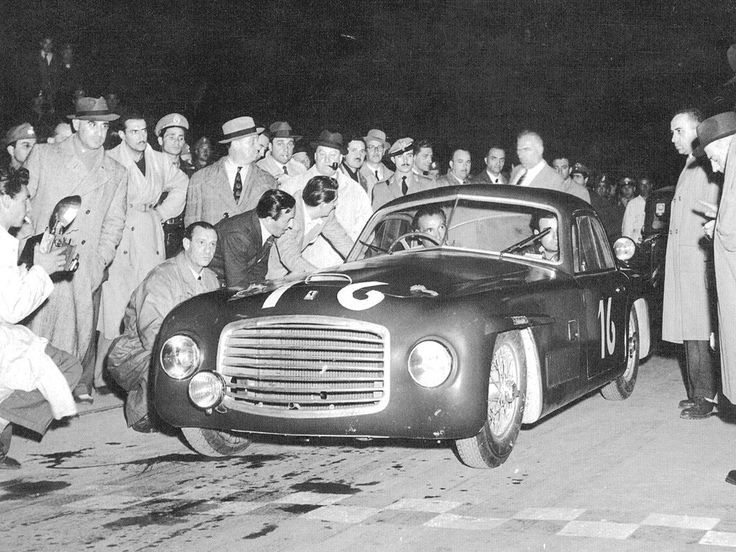
Allemano Ferrari 166 S bij zijn overwinning in de Mille Miglia in 1948
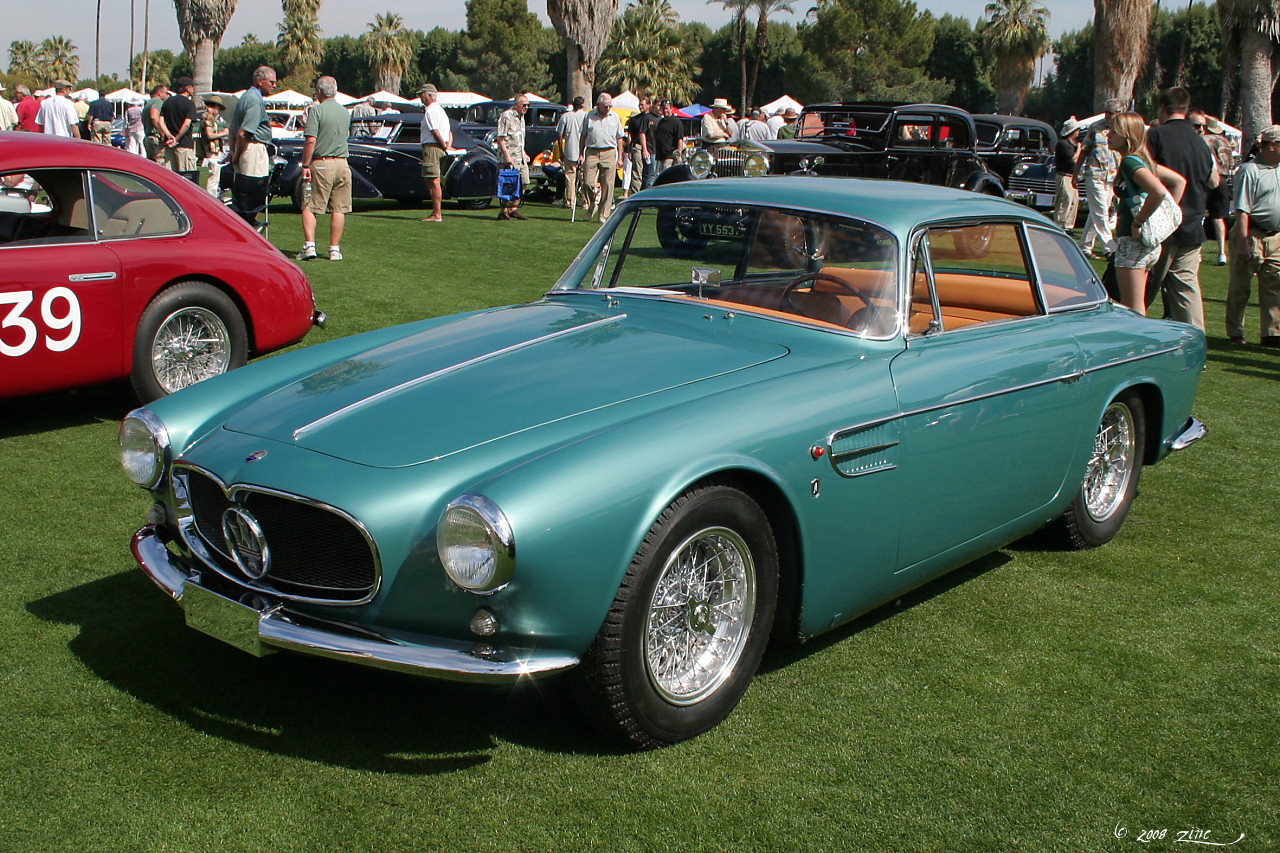
Maserati A6G 2000 Coupé
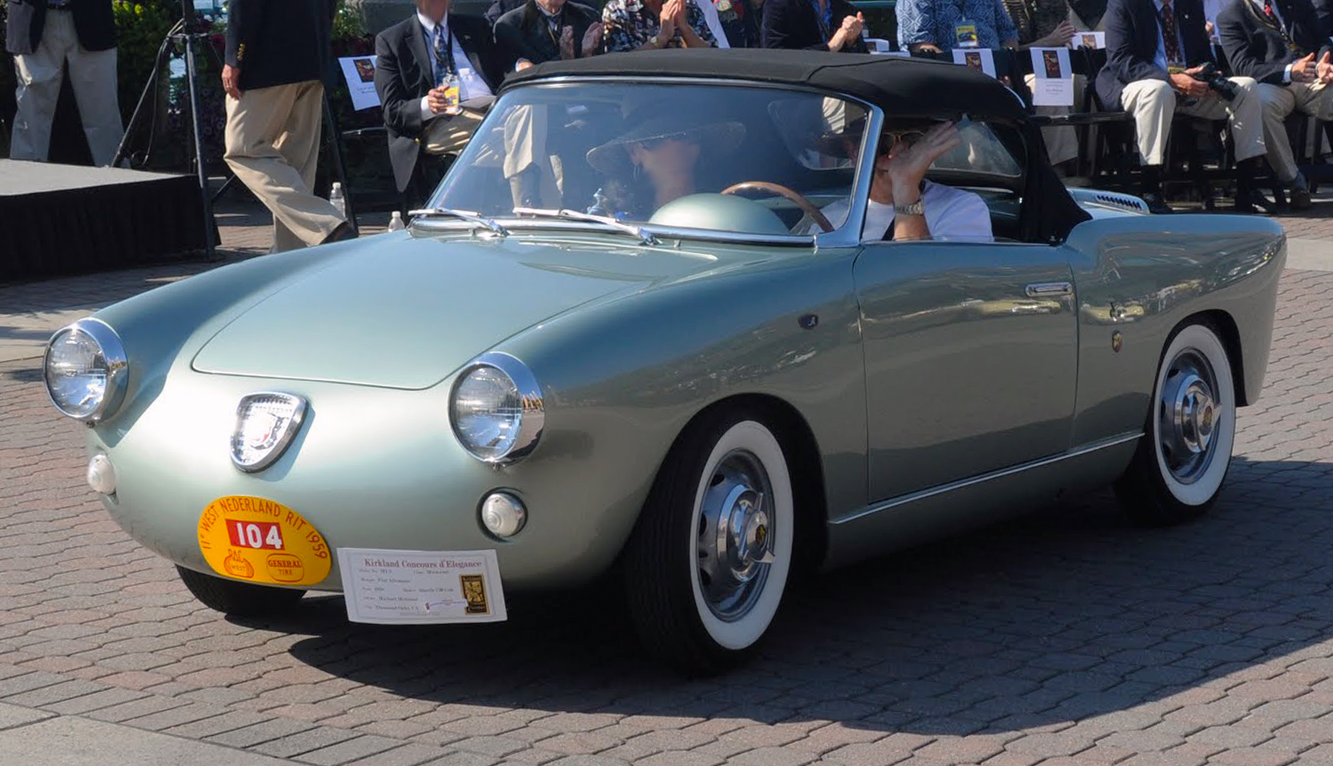
Abarth 750
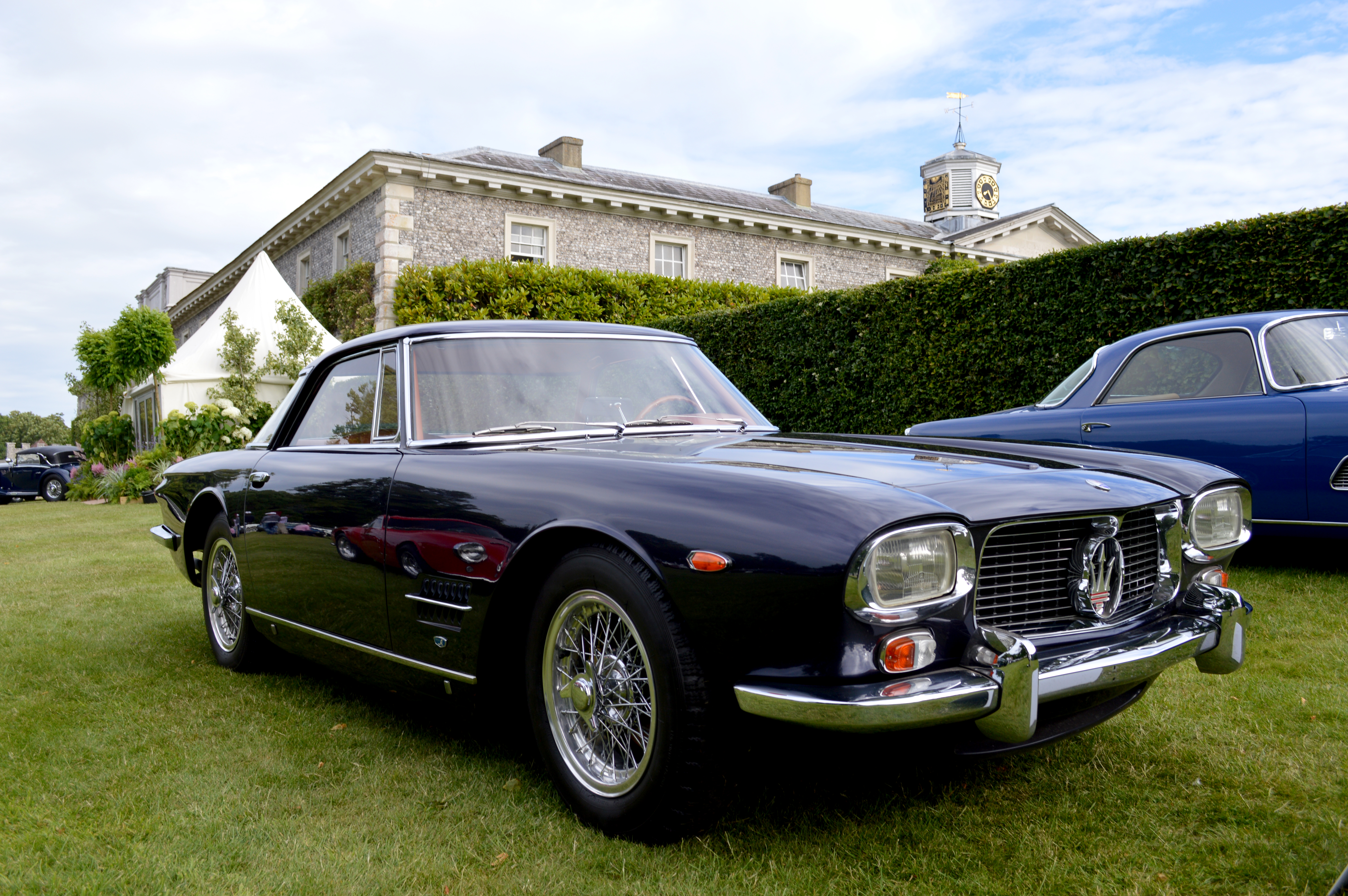
Maserati 5000 GT
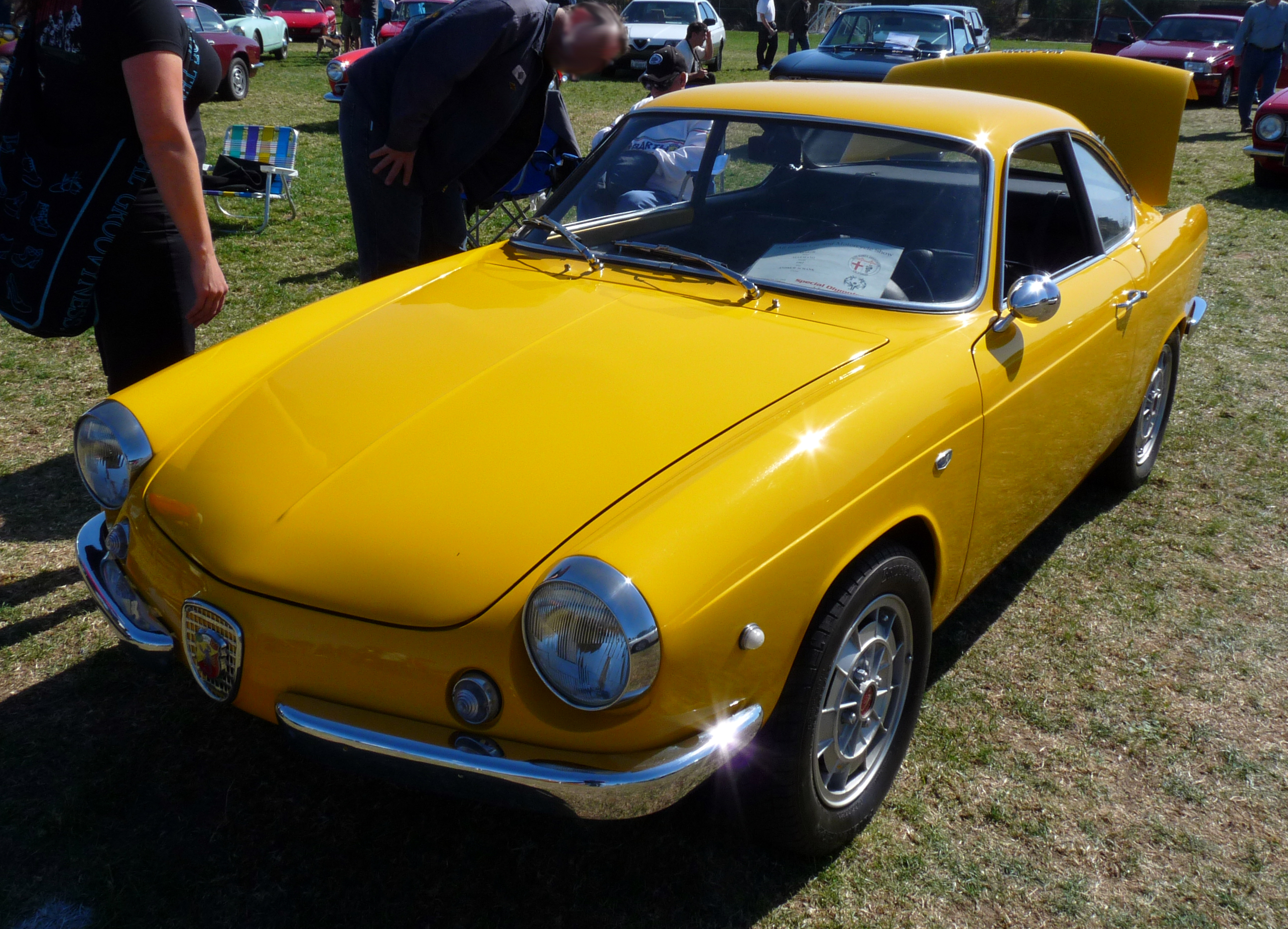
Abarth 1000 Scorpione Coupé
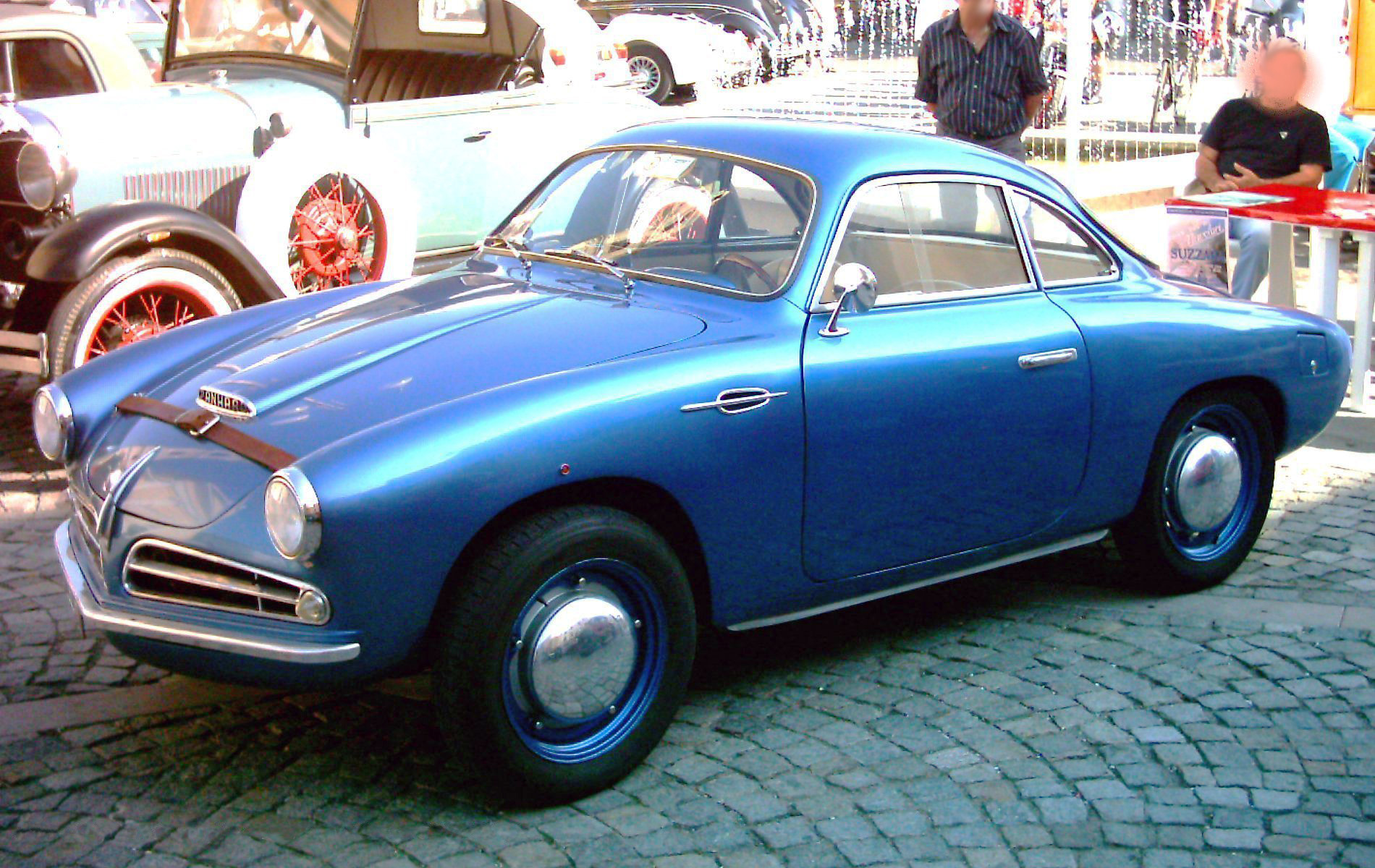
Panhard Dyna
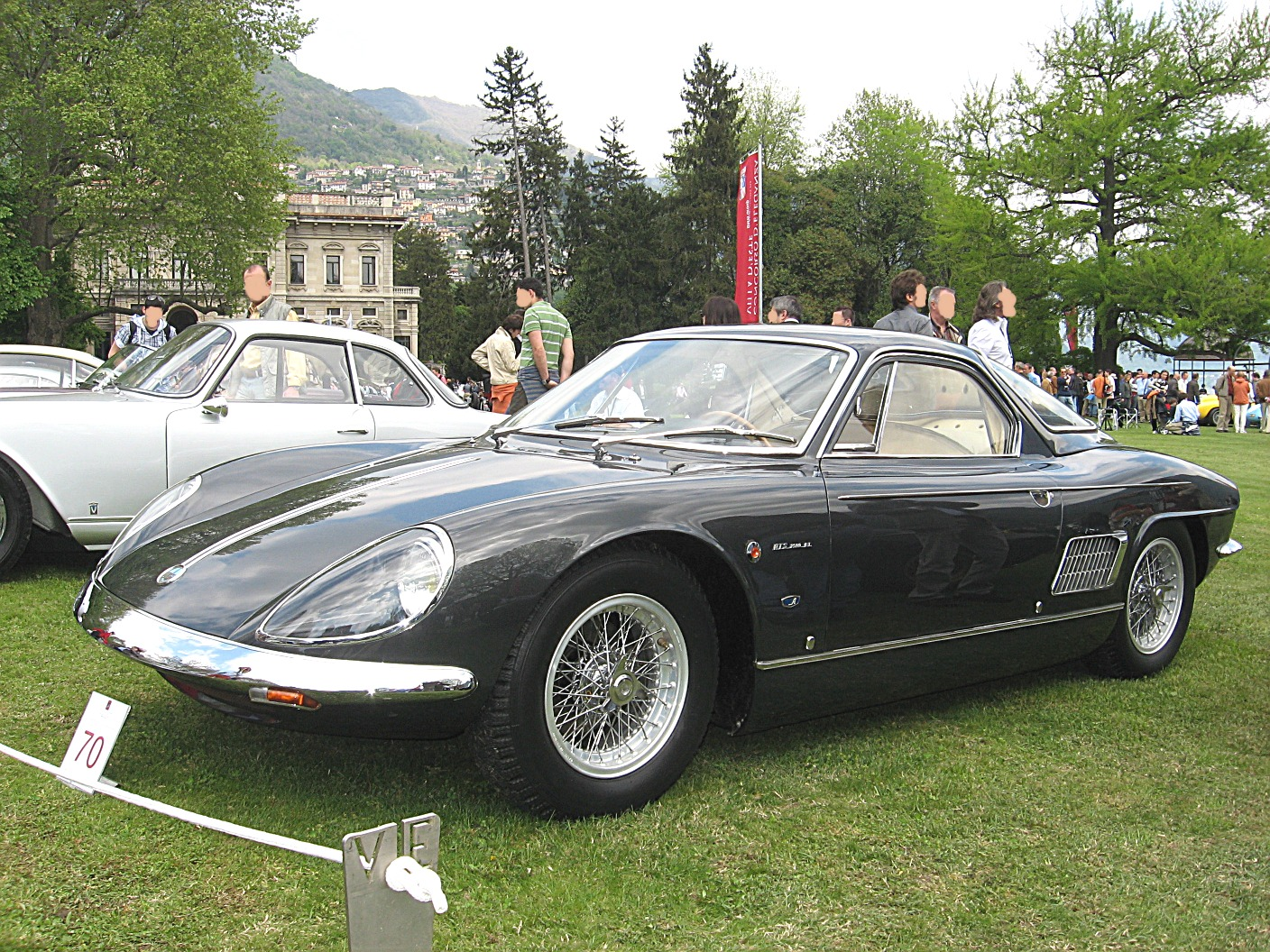
ATS 2500 GT